# Vladivoj
Vladivoj, ook Lambert (ca. 981 - 1003) was van 1002 - 1003 hertog van Bohemen.
Hij was mogelijk een Poolse prins uit het Huis der Piasten en een zoon van Mieszko I, hertog van de Polanen, en Dubravka van Bohemen. Echter zijn veel moderne historici oneens met deze bewering. Hij werd na de dood van Mieszko I in 992 door zijn halfbroer Bolesław I, samen met zijn moeder, zijn broertjes Mieszko (junior) en Swantopluk, uit Polen verdreven. In 1000 keerde hij terug op Poolse bodem en werd na de val van Boleslav III van Bohemen in 1002 door zijn halfbroer als hertog van Bohemen aangesteld. In november 1002 verzekerde hij zich van steun van de Duitse koning Hendrik II door hem als leenheer van Bohemen te erkennen. Hij stierf kort daarop in januari 1003.